# Соловичівський заказник
Солови́чівський зака́зник — загальнозоологічний заказник місцевого значення в Україні. Розташований у межах Турійського району Волинської області, поблизу села Соловичі, на північний схід від села Обенижі. 
Площа 1326 га. Створений відповідно до розпорядження Волинської обласної державної адміністрації № 132 від 26.05.1992 року. Перебуває у віданні ДП «Турійське ЛГ», Турійське л-во. (1221 га) кв. 10-13, 15-16; кв. 14, вид. 1-19, 21-23, 26-29, 33-44, 48-56, 58, 59; кв. 17, вид. 1-11, 19, 20; кв. 18-19. Радовичівське л-во. (105 га) кв. 12, вид. 1-8, 11-16, 18-20, 22-26, 30-33, 37-38. 
Охороняється лісовий масив, де зростають сосна звичайна, береза повисла, дуб звичайний, вільха чорна, осика, ялина європейська, граб звичайний, ліщина звичайна, крушина ламка, калина звичайна, акація біла.
Частина території заказника заболочена, тут розташовано, сім лісових озер загальною площею 52 га. Тут мешкає близько 20 видів ссавців: вивірка звичайна, заєць сірий, свиня дика, куниця лісова, лось, сарна європейська та 50 видів птахів. Трапляються рідкісні види, що охороняються Червоною книгою України і міжнародними природоохоронними переліками – лелека чорний та журавель сірий (на прольотах).

## Галерея

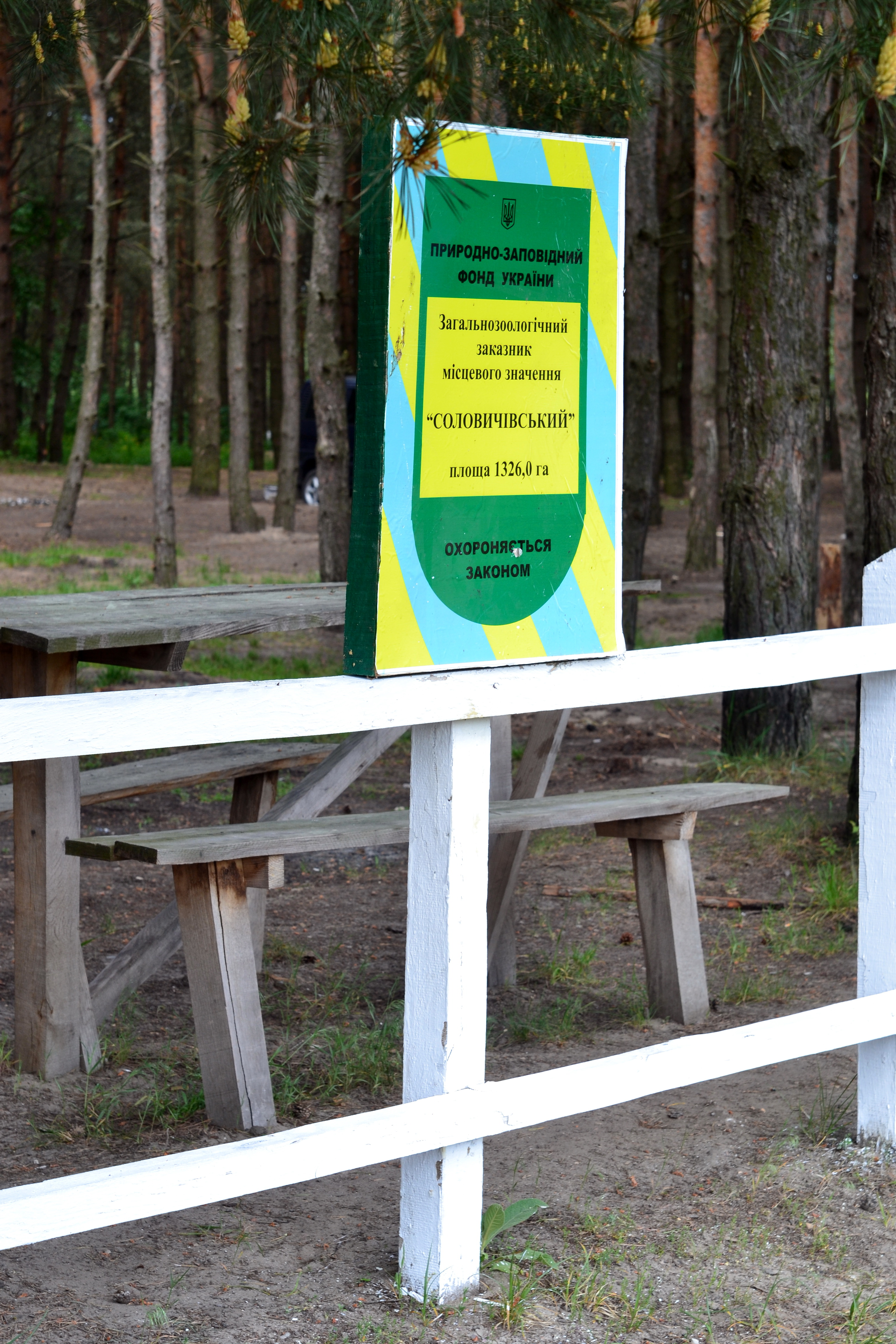
Охоронна дошка
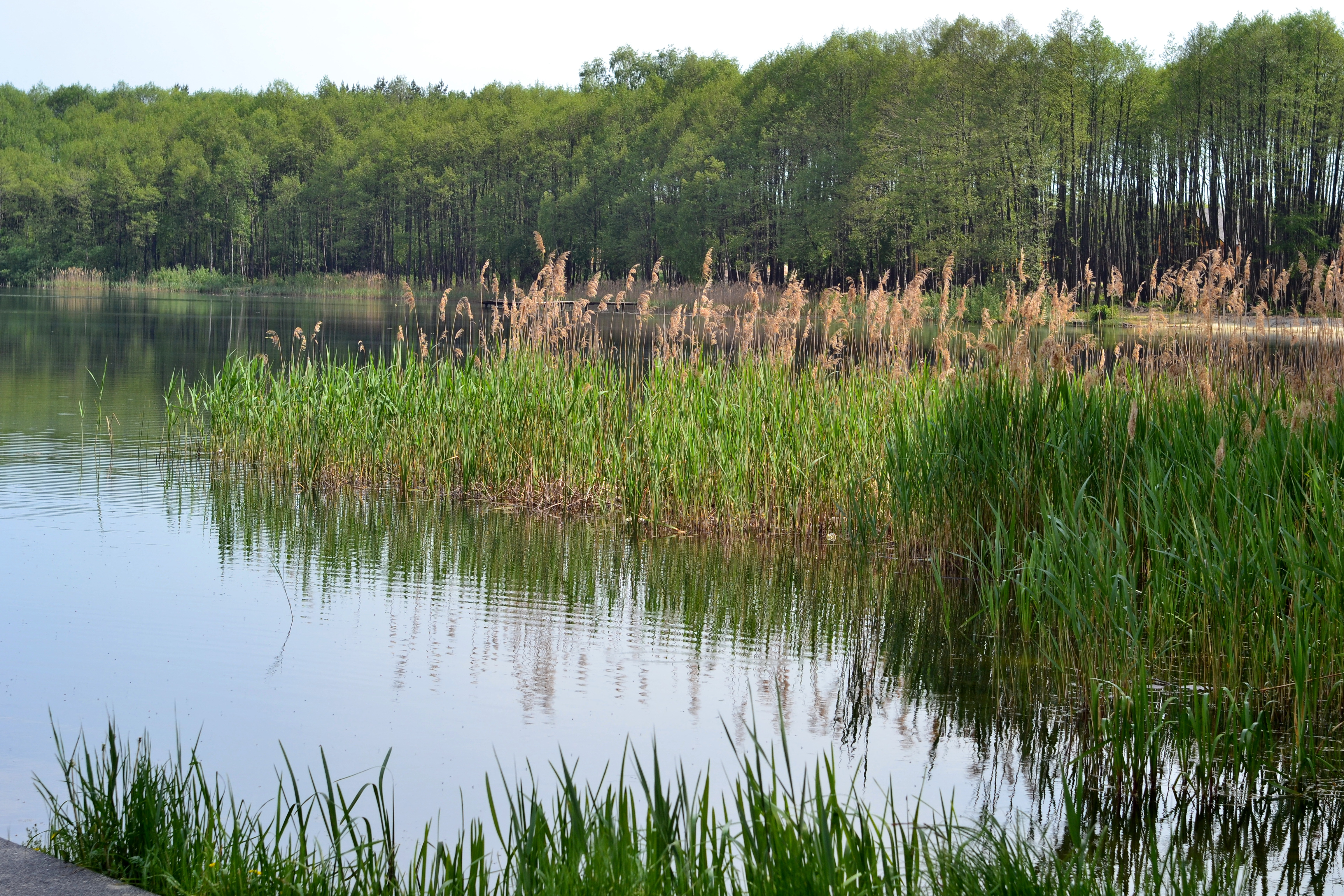
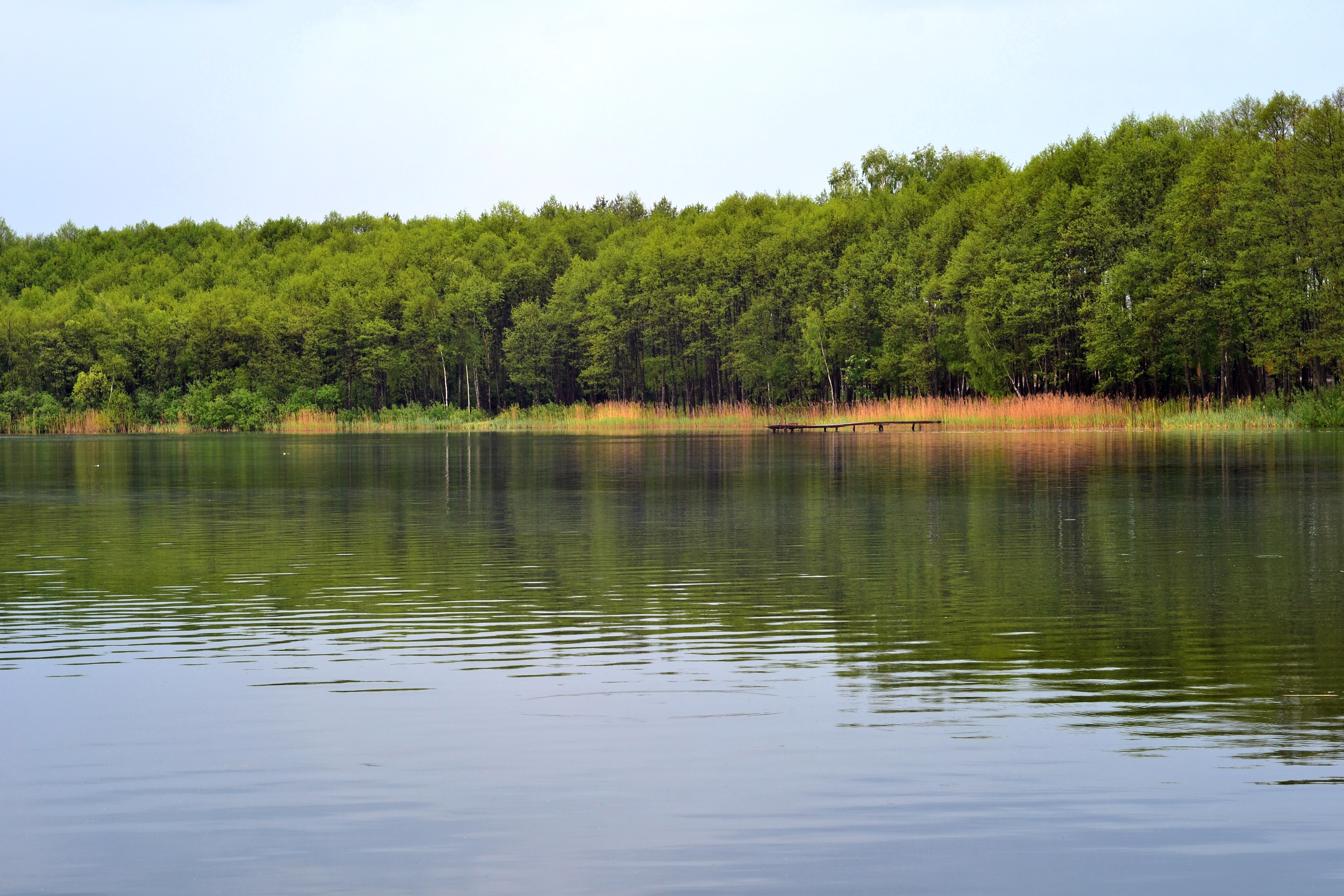
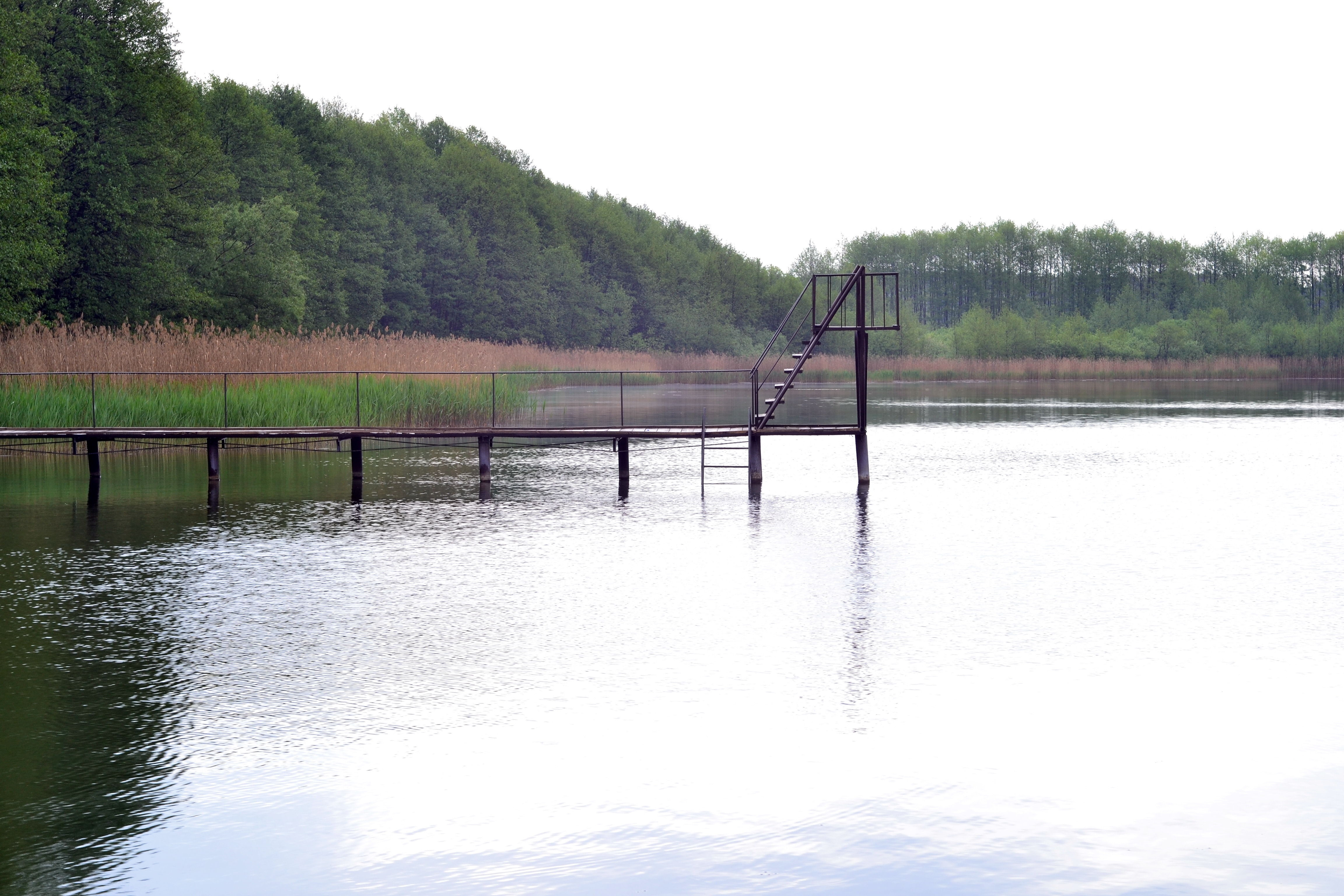
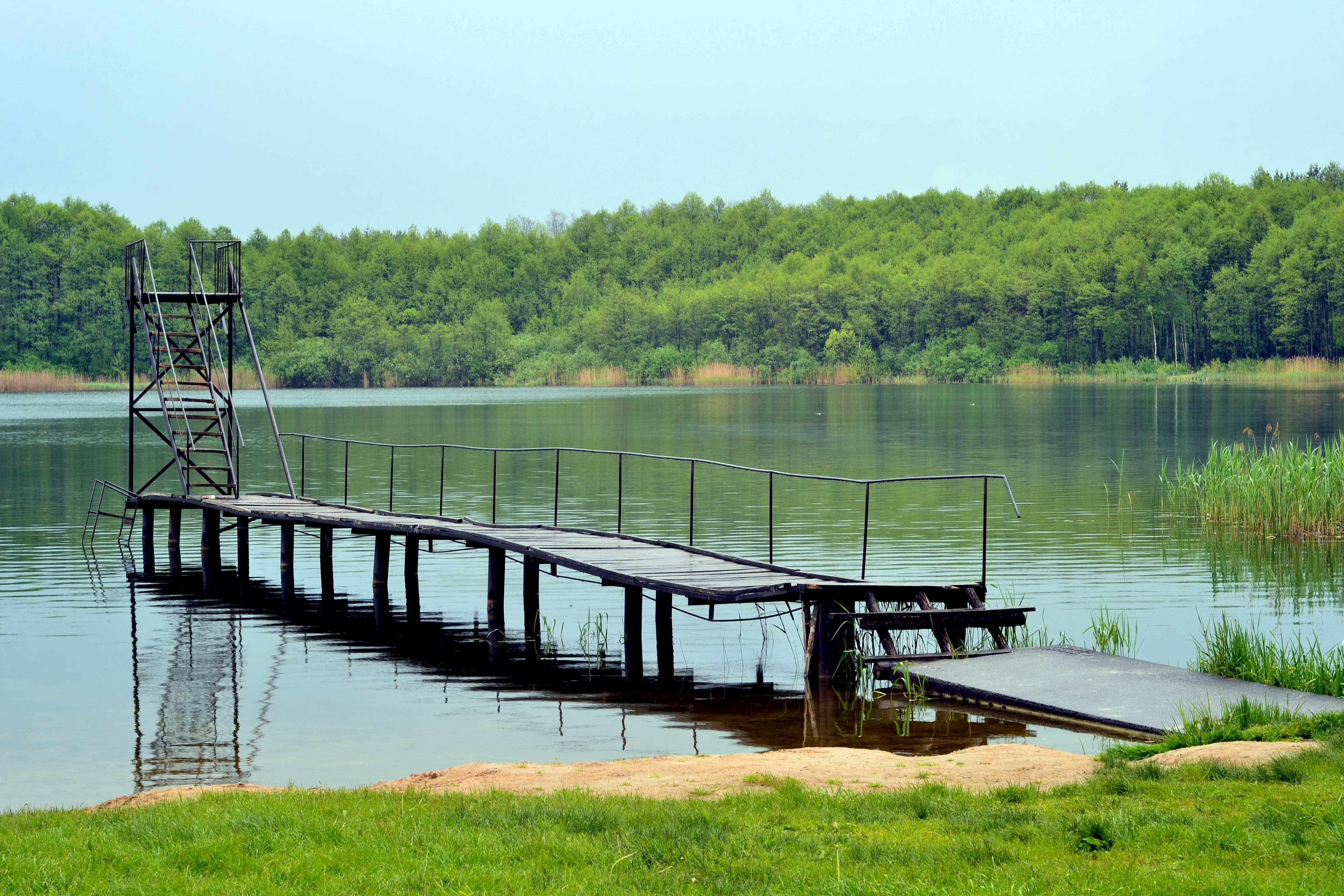
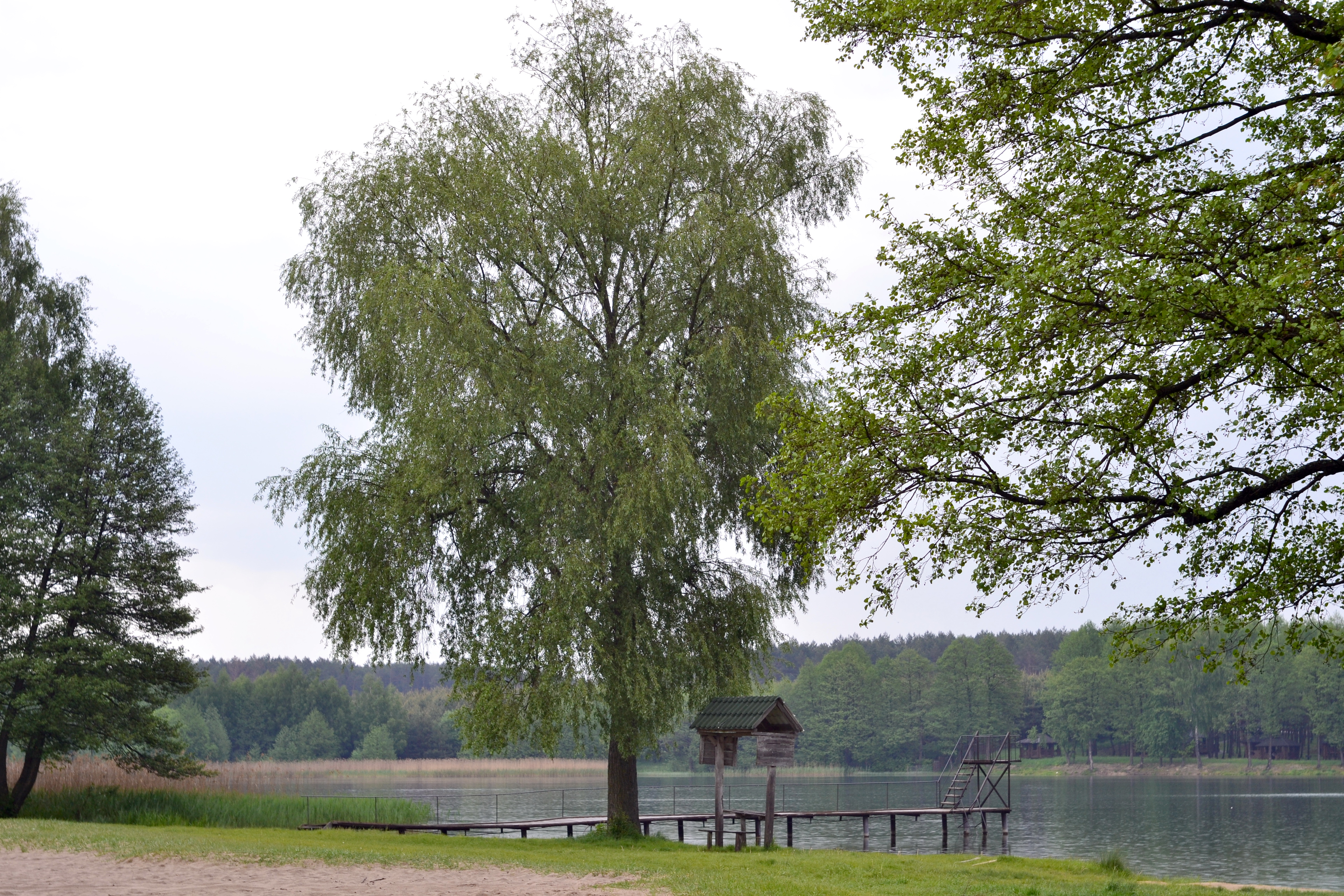
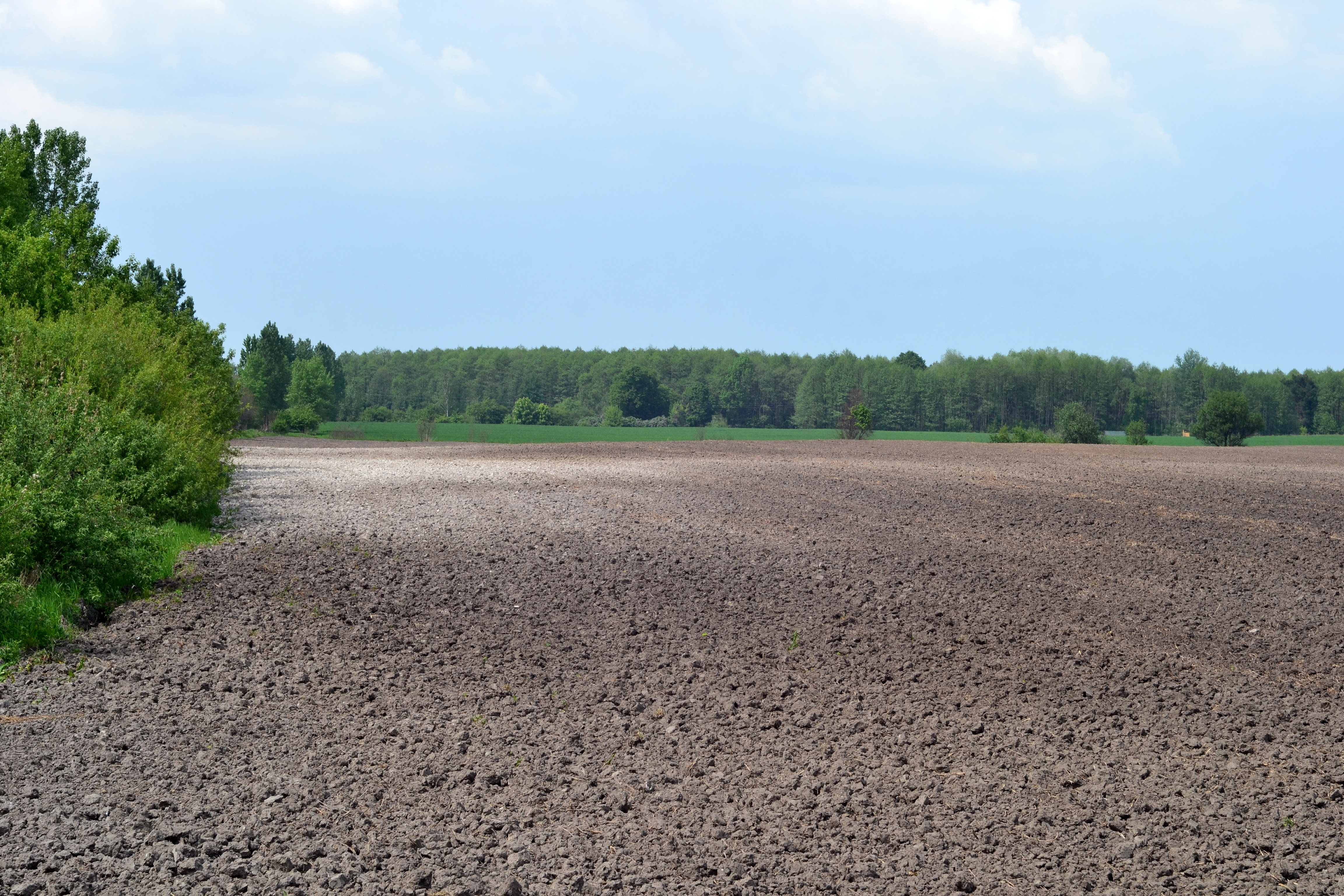
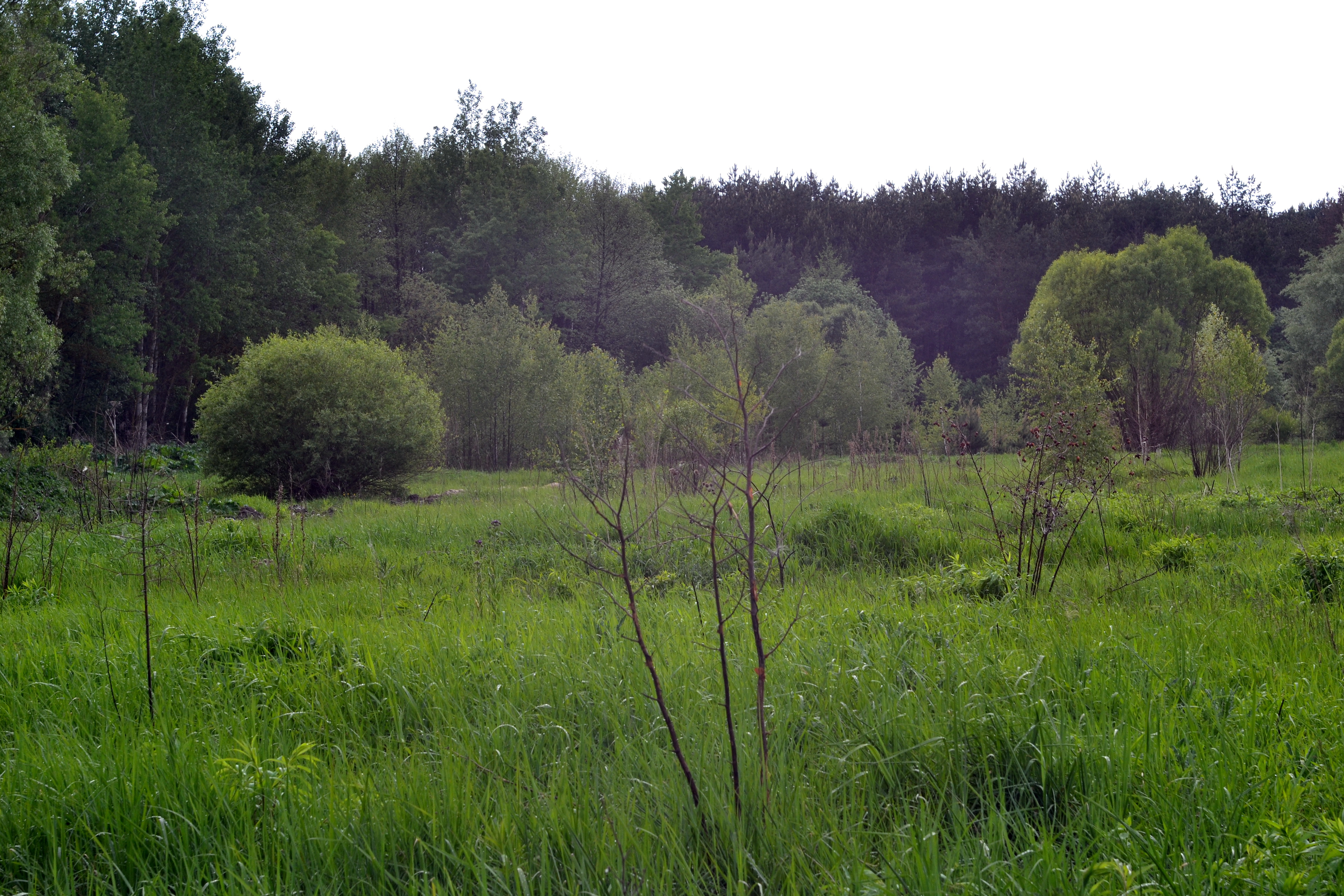